# Bahnstrecke Grifte–Gudensberg
| Ehemaliger Bahnhof Gudensberg (Aufnahme 2005) |                               |                                    |                                    |
| Kursbuchstrecke (DB): | 198b (1950)                   |                                    |                                    |
| Kursbuchstrecke: | 173a (1934, 1938) 198b (1946) |                                    |                                    |
| Streckenlänge: | 7,72 km                       |                                    |                                    |
| Spurweite: | 1435 mm (Normalspur)          |                                    |                                    |
| |                               |                                    |                                    |
| \| \| \| Main-Weser-Bahn von Kassel \| \| \| \| 0,0 \| Edermünde-Grifte \| Edermünde-Grifte \| \| \| 0,7 \| Main-Weser-Bahn nach Marburg \| Main-Weser-Bahn nach Marburg \| \| \| 2,5 \| Haldorf \| Haldorf \| \| \| 4,2 \| Dissen \| Dissen \| \| \| 7,1 \| Verladerampe Steinbruch Gudensberg \| Verladerampe Steinbruch Gudensberg \| \| \| 7,7 \| Gudensberg \| Gudensberg \| |                               |                                    |                                    |
| Strecke |                               | Main-Weser-Bahn von Kassel         | Main-Weser-Bahn von Kassel         |
| Bahnhof | 0,0                           | Edermünde-Grifte                   | Edermünde-Grifte                   |
| Abzweig ehemals geradeaus und nach links | 0,7                           | Main-Weser-Bahn nach Marburg       | Main-Weser-Bahn nach Marburg       |
| Haltepunkt / Haltestelle (Strecke außer Betrieb) | 2,5                           | Haldorf                            | Haldorf                            |
| Haltepunkt / Haltestelle (Strecke außer Betrieb) | 4,2                           | Dissen                             | Dissen                             |
| Dienststation / Betriebs- oder Güterbahnhof (Strecke außer Betrieb) | 7,1                           | Verladerampe Steinbruch Gudensberg | Verladerampe Steinbruch Gudensberg |
| Kopfbahnhof Streckenende (Strecke außer Betrieb) | 7,7                           | Gudensberg                         | Gudensberg                         |

Die Bahnstrecke Grifte–Gudensberg war eine 7,72 Kilometer lange normalspurige Kleinbahnstrecke in Nordhessen. Sie verband Grifte an der Main-Weser-Bahn mit der Stadt Gudensberg.

## Geschichte
Die Stadt Gudensberg gründete am 29. November 1898 die Grifte-Gudensberger Kleinbahn-Aktiengesellschaft, mit 390.000 Mark war sie Hauptaktionär. 
Die Strecke wurde am 15. Juli 1899 eröffnet. Die Betriebsmittel stellte die Staatsbahn, das Personal die Betreibergesellschaft. Jährlich wurden um die 100.000 Reisende befördert, wobei der Verkehr auf den Berufsverkehr nach Kassel ausgerichtet war.
1931 wurde der Personenverkehr auf der Schiene eingestellt und mit einem kleinbahneigenen Bus auf der Straße durchgeführt. 
Da die in Kassel beheimateten Henschel & Sohn einer Vorführmöglichkeit für den neu entwickelten Henschel-Schienenbus suchte, wurde dieser Triebwagen 1931 von der Bahngesellschaft übernommen und damit der Verkehr auf der Schiene wieder aufgenommen, es verkehrten fünf Zugpaare. Da es sich um ein Einrichtungsfahrzeug handelte, mussten an beiden Endpunkten Drehscheiben angelegt werden. 1935 kam ein weiterer zweiachsiger Henschel-Triebwagen hinzu, der aber in Form der damals aufkommenden Leichttriebwagen als Zweirichtungsfahrzeug und mit normalen Zug- und Stoßvorrichtungen gebaut war. 
Die Betreiberin firmierte ab 1935 unter dem Namen Grifte-Gudensberger Kleinbahn- und Kraftwagen-AG. Durch die Zunahme der Rüstungsproduktion in den 1930er Jahren verdoppelte sich auch das Personenaufkommen. Nach der Sprengung der Edertalsperre 1943 und Unpassierbarkeit der Main-Weser-Bahn diente die Strecke sogar als Umleiterstrecke; in Gudensberg wurde in Busse nach Wabern umgestiegen. 
1957 wurde die Aktiengesellschaft in eine GmbH umgewandelt.
Die Einstellung des eigenen Personenverkehrs erfolgte am 28. November 1953. Danach verkehrte noch bis zum 31. Dezember 1954 werktäglich ein Zugpaar der Deutschen Bundesbahn (DB) zwischen Gudensberg und dem Kasseler Hauptbahnhof. 1955 übernahm die Bahn den Güterverkehr von der DB, wofür eine Wehrmachtslokomotive WR 360 C 14 (V 36) gebraucht gekauft wurde. Bis zum 8. August 1965 beförderte die Grifte-Gudensberger Kleinbahn Güterzüge mit ihrer eigenen Lokomotive. Nach einem irreparablen Schaden an der Lokomotive übernahm die DB den Restbetrieb. 1972 wurde die Strecke in eine Anschlussbahn umgewandelt. Am 31. Januar 1979 wurde der Bahnbetrieb endgültig eingestellt.
Die Gleise wurden um 1980 abgebaut; stattdessen wurde ein Bahntrassenradweg als Rad- und Fußweg mit Rastplätzen wie am Sonneborn angelegt. Originalgetreu erhalten und heute anderweitig genutzt sind auch die Empfangsgebäude in Haldorf und Gudensberg. 
Vom Modellbahnhersteller Lima gab es eine V36 nach Vorbild der Grifte-Gudensberger Kleinbahn als Sondermodell.